# Ferrovia Losanna-Berna
La ferrovia Losanna-Berna è una linea ferroviaria a scartamento normale della Svizzera.

## Storia
La costruzione della linea fu segnata dalla competizione tra la Chemins de fer de l'ouest suisse (OS) (che sosteneva la costruzione di una linea tra Ginevra e Berna passante per Yverdon, Morat e Laupen, ottenendo la concessione dal canton Vaud), ed il canton Friburgo, che avrebbe voluto far passare la linea per la capitale cantonale. La disputa fu risolta dall'Assemblea federale che nel 1856 optò per la linea passante per Friburgo.
Il 2 luglio 1860 la Schweizerische Centralbahn (SCB) aprì la tratta tra Berna e Thörishaus, villaggio al confine tra i cantoni Berna e Friburgo. La restante tratta, tra Losanna e Thörishaus, realizzata dalla Chemin de fer Lausanne–Fribourg–Berne (LFB, nota anche con il nome tedesco Oronbahn), aprì il 4 settembre 1862.
Nel 1865 la LFB si consorziò con altre ferrovie della Svizzera occidentale nell'Association des chemins de fer de la Suisse Occidentale, prodromo dell'assorbimento della stessa da parte della Chemins de fer de la Suisse Occidentale (SO) il 1º gennaio 1872. La linea seguì le vicissitudini della società concessionaria, fusasi nella Suisse-Occidentale-Simplon (SOS) nel 1881, a sua volta confluita nella Compagnia del Giura-Sempione (JS) nel 1890 e nazionalizzata nel 1903 (l'anno prima aveva subito la stessa sorte anche la SCB).
Il 19 febbraio 1926 fu elettrificata la tratta tra Losanna e Palézieux; il resto della linea venne elettrificato il 15 maggio 1927.
Alla creazione delle FFS erano già a doppio binario le tratte Losanna-La Conversion e Chexbres-Palézieux; il 1º ottobre 1904 vennero raddoppiate le tratte La Conversion-Grandvaux e Palézieux-Oron, il 30 settembre 1905 toccò alla Grandvaux-Chexbres (dopo aver ricostruito il tunnel di Grandvaux) e il 1º maggio 1906 la Oron-Vauderens.
Il 1º maggio 1911 entrò in servizio il secondo binario tra Vauderens e Siviriez; il 1º maggio 1914 toccò alla tratta Berna-Thörishaus e il 15 ottobre 1920 alla Siviriez-Romont. Nel 1929 venne raddoppiata la tratta Flamatt-Thörishaus, due anni dopo la Schmitten-Flamatt e nel 1934 la Friburgo-Schmitten.
Nel 1949 venne inaugurato il raddoppio tra Friburgo e Matran, l'anno successivo tra Romont e Villaz-Saint-Pierre, nel 1951 tra Villaz-Saint-Pierre e Chénens, nel 1952 tra Rosé e Matran, nel 1953 tra Cottens e Chénens. I lavori di raddoppio terminarono con l'entrata in servizio del doppio binario tra Rosé e Cottens, avvenuta il 2 ottobre 1955.

## Caratteristiche
La linea, a scartamento normale, è lunga 96,98 km. La linea è elettrificata a corrente alternata monofase con la tensione di 15.000 V alla frequenza di 16,7 Hz; la pendenza massima è del 12 per mille. È interamente a doppio binario.

### Percorso
| Continuation backward |

| Station on track |

| Unknown route-map component "CONTgq" | Unknown route-map component "ABZgr" |  |

| Stop on track |

| Unknown route-map component "hSTRae" |

| Station on track |

| Stop on track |

| Station on track |

| Enter and exit tunnel |

| Enter and exit tunnel |

| Unknown route-map component "CONTgq" | Unknown route-map component "ABZg+r" |  |

| Station on track |

| Stop on track |

| Unknown route-map component "CONTgq" | Unknown route-map component "STR+r" | Straight track |  |  |

| End station | Station on track |  |

|  | Unknown route-map component "ABZgl" | Unknown route-map component "CONTfq" |

| Stop on track |

| Station on track |

| Unknown route-map component "exSTR+l" | Unknown route-map component "eABZgr" |  |

| Unknown route-map component "exSTR" | Enter and exit tunnel |  |

| Unknown route-map component "exTUNNEL1" | Straight track |  |

| Unknown route-map component "exSTRl" | Unknown route-map component "eABZg+r" |  |

| Station on track |

| Unknown route-map component "CONTgq" | Unknown route-map component "ABZg+r" |  |

| Station on track |

| Station on track |

| Station on track |

| Station on track |

| Stop on track |

| Station on track |

| Stop on track |

| Stop on track |

| Station on track |

|  | Unknown route-map component "ABZgl" | Unknown route-map component "CONTfq" |

| Stop on track |

| Unknown route-map component "hKRZWae" |

| Station on track |

| Unknown route-map component "eHST" |

| Station on track |

| Enter and exit tunnel |

| Stop on track |

| Enter and exit tunnel |

|  | Unknown route-map component "ABZg+l" | Unknown route-map component "CONTfq" |

| Station on track |

| Unknown route-map component "hKRZWae" |

| Stop on track |

| Station on track |

| Stop on track |

| Stop on track |

| Station on track |

| Stop on track |

| Unknown route-map component "CONTgq" | Unknown route-map component "KRZo" | Unknown route-map component "STR+r" |

|  |  | Straight track | Unknown route-map component "ABZg+l" | Unknown route-map component "CONTfq" |

|  | Non-passenger station/depot on track | Non-passenger station/depot on track |

|  | Straight track | Enter and exit tunnel |

|  | Unknown route-map component "ABZg+l" | One way rightward |

|  | Station on track | Unknown route-map component "tKBHFa" |

|  |  | Straight track | Unknown route-map component "tSTRl" | Unknown route-map component "tCONTfq" |

| Continuation forward |

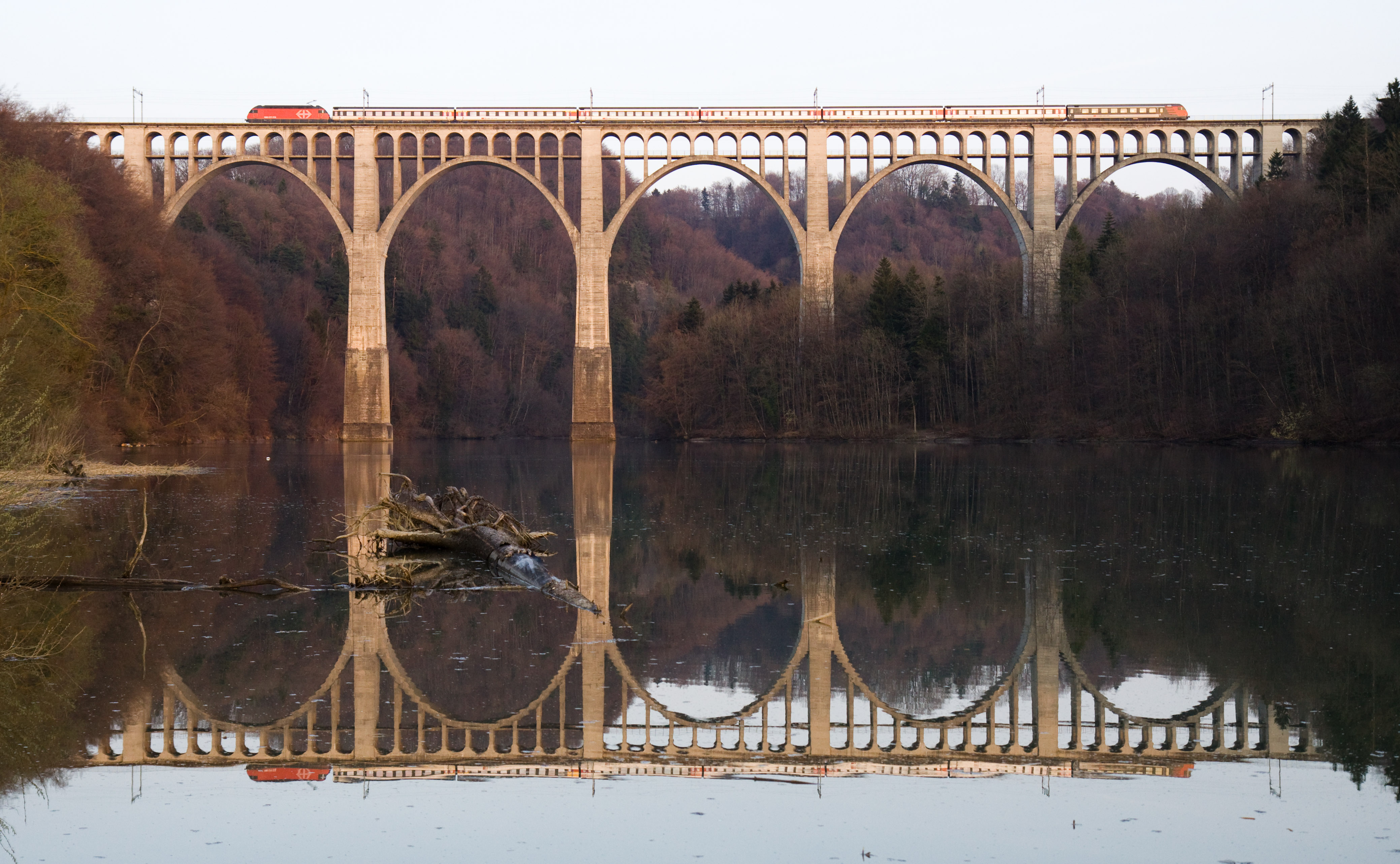
Un convoglio sul viadotto sulla Sarina di Grandfey

La linea parte dalla stazione di Losanna, e attraversa la zona del Lavaux fino a Puidoux-Chexbres (stazione nella quale fa capolinea la linea da Vevey). Di lì la linea si dirige verso il nodo ferroviario di Palézieux e Oron, prima di lasciare il canton Vaud per il canton Friburgo toccando Vauderens. Il 19 maggio 2001 è stata inaugurata la nuova galleria di Vauderens, lunga circa 2 chilometri e costruita in tre anni nell'ambito del progetto Ferrovia 2000 per permettere la circolazione delle carrozze a due piani IC2000.
La linea segue quindi il corso del fiume Glâne, prima di arrivare alla stazione di Friburgo. Uscita dalla stazione la linea attraversa la Sarina sul viadotto di Grandfey, ricostruito in cemento armato in occasione dell'elettrificazione (originariamente era a traliccio in ferro).
Dopo aver toccato Düdingen, Schmitten e Wünnewil-Flamatt la linea attraversa il fiume Sense, entrando nel canton Berna. La ferrovia serve Köniz, prima di terminare nella stazione di Berna.